# Историческая орфография каны
Истори́ческая орфогра́фия ка́ны (яп. 歴史的仮名遣 рэкиситэки канадзукаи), или ста́рая орфогра́фия (яп. 旧仮名遣 кю:канадзукаи), относится к орфографии каны (яп. 正仮名遣 сэйканадзукаи) и использовалась до орфографических реформ после Второй мировой войны, то есть принятия Кабинетом в 1946 году нынешней орфографии. Причиной замены орфографии стало несоответствие современному японскому произношению. От современного использования  (яп. 現代仮名遣 Гэндай канадзукай) отличается количеством и способом использования символов.
Историческую орфографию можно обнаружить в большинстве японских словарей, таких как «Кодзиэн». В текущем издании «Кодзиэн», если историческая орфография отличается от современного правописания, старое правописание напечатано тонким шрифтом азбуки катакана между современным написанием каной и иероглифическим написанием слова. Если историческое и современное правописание совпадают, для экономии места используется многоточие. Старые издания «Кодзиэн» отдают предпочтение исторической орфографии.
Не следует путать историческую орфографию и хэнтайгану, альтернативный набор символов каны, упразднённый орфографической реформой 1900 года.

## Основные отличия
Использование знаков каны:
- Два знака используются в историческом, но упразднены в современном правописании: ゐ/ヰ ви и ゑ/ヱ вэ. Читаются они как и и э. Слова, которые в прошлом содержали эти знаки, в настоящее время пишутся с использованием い и и え э соответственно.
- Помимо использования в качестве послелога, знак を во в некоторых случаях используется для обозначения звука о.
- Звуки ёон, такие как しょう сё: или きょう кё:, пишутся не с малыми знаками (ゃ, ゅ, ょ); в зависимости от слова, они пишутся двумя либо тремя полноразмерными знаками.
  - Написание в два знака, где первый — знак ряда «и» (き, ち, に…), а второй — や я, ゆ ю, или よ ё, представляет собой короткий слог из одной моры, например きよ кё.
  - Написание в два или три знака, где последний う у или ふ фу, представляет собой длинный слог в две моры. При этом первый знак каны не всегда совпадает с тем, что используется в современном написании: например, 今日 кё: 'сегодня', пишется けふ кэфу (совр. きょう).
  - При написании в три знака: первый — ряда «и» (ки, ти, ги…), средний — や я, ゆ ю, или よ ё, а последний — う у или ふ фу; например, 丁 тё:, счётное слово для инструментов, ружей и т. п., пишется ちやう тияу.
- Слог "ё: " (よう) также может записываться как やう, えう, えふ, ゑふ.
- Глаголы, кончающиеся на слоги «слог ряда а» + う, читаются как «слог ряда о с долготой» (яп. 買う → かう → こう).
- Стоящие в середине слова ха хи фу хэ хо в некоторых случаях используются для представления звуков ва, и, у, э, о, соответственно:

совр. «любовь» (яп. 恋 (こい) кои) — стар. «любовь» (яп. 恋 (こひ) кои)
совр. «фамилия Кои» (яп. 小井 (こい) кои) — стар. «фамилия Кои» (яп. 小井 (こゐ) кои)
совр. «мальва» (яп. 葵 (あおい) аой) — стар. «мальва» (яп. 葵 (あふひ) аой)
совр. «голубой/зелёный» (яп. 碧 (あおい) аой) — стар. «голубой/зелёный» (яп. 青 (あをい) аой)
- Приоритет отдаётся грамматике над произношением. Например, глагол варау (смеяться) пишется わらふ варафу, и, в соответствии с правилами японской грамматики, варао:, выражающее намерение («посмеёмся») пишется わらはう варахау.
- Чаще встречаются знаки づ ду и ぢ ди, которые в современной письменности в основном используются для обозначения рэндаку (озвончения). Современное правописание в большинстве случаев заменяет их идентично произносимыми ず дзу и じ дзи. Например, адзисай (гортензия) писалось あぢさゐ адисави (совр. あじさい).
- В составе китаизмов последовательности знаков «кува» (くわ), «гува» (ぐわ) читаются как «ка», «га»: стар. «иностранная валюта» (яп. 外貨 (ぐわいくわ) гайка), «победная песнь» (яп. 凱歌 (ぐわいか) гайка) — совр. «иностранная валюта» (яп. 外貨 (がいか) гайка), «победная песнь» (яп. 凱歌 (がいか) гайка).
- Долгота звука «о» обозначается не знаками お и う, как сегодня, а знаками ほ/を и う/ふ, соответственно: стар. «далёкий» (яп. 遠 (とほ) тоо) — совр. «далёкий» (яп. 遠 (とお) тоо).
- Сочетания знаков ряда а (あいうえお) со знаками う/ふ читаются как долгий «о».

Историческое правописание по большей части точно отображает звучание слова в период Хэйан. Так как разговорный язык с тех пор изменился, некоторые моменты орфографии выглядят странно для современного читателя. Поскольку эти особенности следуют достаточно регулярным правилам, им несложно научиться. Тем не менее некоторые из исторических правил просто ошибочны. Например,
或いは / 或ひは / 或ゐは аруйва («или») должно быть 或いは,
用ゐる / 用ひる моти: ру («использовать») должно быть 用ゐる, и
つくえ / つくゑ цукуэ («стол») должно быть つくえ, в соответствии со старым произношением.
Некоторые формы необычного использования каны не являются, по сути, историческими. Например, написание どじょう додзё: («голец», рыба типа сардины) в форме どぜう додзэу — это не историческое написание (правильно было どぢやう додияу), но своего рода письменный жаргонизм, появившийся в период Эдо.

## Примеры
Ниже приведены некоторые примеры, показывающие историческое и современное правописание, а также написание кандзи.
| Историческое | Историческое | Современное | Современное | Кандзи | Перевод                  |
| ------------ | ------------ | ----------- | ----------- | ------ | ------------------------ |
| けふ         | кэфу         | きょう      | кё:         | 今日   | сегодня                  |
| てふ         | тэфу         | ちょう      | тё:         | 蝶     | бабочка                  |
| ゐる         | виру         | いる        | иру         | 居る   | быть, существовать       |
| あはれ       | ахарэ        | あわれ      | аварэ       | 哀れ   | сожаление; скорбь; пафос |
| かへる       | кахэру       | かえる      | каэру       | 帰る   | возвращаться (домой)     |
| ゑびす       | вэбису       | えびす      | эбису       | 夷     | варварский, жестокий     |
| くわし       | куваси       | かし        | каси        | 菓子   | сладости                 |
| とうきやう   | тоукяу       | とうきょう  | То:кё:      | 東京   | Токио                    |

Историческое правописание может быть использовано для поиска слов в больших словарях и словарях, специализирующихся на старой лексике, которые печатаются в Японии. Учитывая большое расхождение между произношением и написанием и широкое внедрение современного правописания, историческое почти не встречается, за исключением нескольких особых случаев. Устаревшие написания иногда используются в названиях компаний, храмов и именах людей, например, ゑびす (Эбису).
Кроме того, альтернативная форма каны, известная как хэнтайгана (変体仮名), почти исчезла. Несколько оставшихся случаев использования, таких как кисоба, зачастую пишутся с использованием устаревшей каны на вывесках лавок, продающих гречневую лапшу соба.
Использование を (исторически произносилось /wo/), へ и は в написании падежных суффиксов вместо お, え, и わ является пережитком исторического правописания.

## Романизация
Англоязычные читатели иногда сталкиваются со словами, латинизированными согласно историческому правописанию, где e, как правило, передаётся как ye, в соответствии с произношением XVI—XIX столетий. Несколько примеров (современная романизация дана в скобках):
- Inouye (Inoue): Иноуэ — японская фамилия
- Yen (En): иена — японская валюта
- Tokugawa Iyeyasu (Tokugawa Ieyasu): Токугава Иэясу
- Uyeno (Ueno): Уэно — название местности
- Yedo (Edo): Эдо (Иеддо) — старое название Токио
- Kwannon (Kannon): Каннон — имя Бодхисаттвы
- Kwaidan (Kaidan): кайдан — японские мифологические истории о призраках
- Kwansei (Kansai): Кансай — в составе наименования университета Кансай (関西学院大学) в Кобэ и Нисиномия
- Iwo Jima (Iō-jima): Иодзима — остров, известный состоявшейся на нём битвой во время Второй мировой войны
- Yezo (Ezo): Эдзо — бывшее название Хоккайдо